# MyGO!!!!!
MyGO!!!!! ist eine fiktive Rockband aus dem BanG-Dream!-Medienfranchise. Sie wurde im Jahr 2022 ins Leben gerufen. Die Mitglieder der Gruppe verkörpern innerhalb des Franchises die Charaktere, die in den Anime- und Videospiel-Produktionen in der Band aktiv sind.
MyGO!!!!! ist neben Poppin’Party, Roselia, Raise A Suilen, Morfonica und Ave Mujica eine von sechs Gruppen, deren Mitglieder bei Livekonzerten ihre Instrumente selbst spielen. Die Musikgruppe besteht aus den Synchronsprecherinnen Hina Yōmiya, Rin Tateishi, Hina Aoki, Mika Konihata und Coco Hayashi.
Musikalische Veröffentlichungen von MyGO!!!!! erreichten Platzierungen in den heimischen Album- und Singlecharts von Oricon.

## Geschichte
Die Gruppe MyGO!!!!! wurde im Jahr 2022 angekündigt. Dies geschah im Zusammenhang mit dem Bestreben des Medienfranchises eine neue Herangehensweise bezüglich der Synchronisierung von Realität und dem fiktiven Universum zu starten. Während die Charakternamen der fiktiven Bandmitglieder publik gemacht wurden, blieben die Namen der dahinterstehenden Synchronsprecherinnen geheim. Damit die Identitäten der Musikerinnen nicht direkt bekannt wurden, absolvierte die Gruppe ihre ersten Konzerte mit limitierter Bühnenbeleuchtung und verdeckten Gesichtern. Die Namen der Synchronsprecherinnen wurden am 9. April 2023 während ihres vierten Konzertes enthüllt.
Das erste eigene Konzert der Gruppe fand am 3. Juli 2022 statt, wobei die Gruppe von mika, der Schlagzeugerin von Morfonica unterstützt wurde. Im November gleichen Jahres eröffnete die Band ein franchiseinternes Spezialkonzert, wo die Musikerinnen lediglich ihre Debütsingle Mayoiuta die wenige Tage zuvor veröffentlicht wurde, live präsentierten. Mayoiuta stieg auf Platz 43 der heimischen Oricon-Singlecharts ein. Knapp ein Jahr später, nach der Herausgabe zweier weiterer Singles im April und August 2023, folgte am 1. November die Veröffentlichung des Debütalbums Meisekiha. Dieses Album erreichte auf Anhieb Platz fünf der heimischen Albumcharts von Oricon. Die Gruppe spielte mit Hitoshizuku und Shiori die Musik in der Vor- und Abspannsequenz zur Anime-Fernsehserie BanG Dream! It’s MyGO!!!!!, die die Gründung der titelgebenden Band zeigt. Im September 2024 spielte MyGO!!!!! ein ausverkauftes Konzert im National Exhibition and Convention Center in Shanghai, Volksrepublik China. Im Dezember gleichen Jahres erschien das zweite Studioalbum Michinoku, welches Platz drei der japanischen Albumcharts erreichte.
MyGO!!!!! spielten im Januar 2025 ein Joint-Konzert mit Togenashi Togeari aus dem Girls-Band-Cry-Franchise.

## Bandmitglieder
- Hina Yōmiya – Gesang: Yōmiyas Debüt als Synchronsprecherin begann im Jahr 2020. Größere Sprechrollen sind Nodoka Yagi in der Serie Selection Project und Shinju Inui in My Dress-Up Darling.[12][13] Sie spricht in dem Franchise die Sängerin Tomori Takamatsu und verkörpert diese Rolle bei Liveauftritten.[14]
- Rin Tateishi – Rhythmusgitarre: Sie leiht der Gitarristin Anon Chihaya ihre Stimme. Die Sprechrolle stellt ihr Debüt als Synchronsprecherin dar. Tateishi erklärte, dass sie vor ihrem Einstieg in die Gruppe lediglich Akustikgitarre spielen konnte und seither lernt E-Gitarre zu spielen.[15]
- Hina Aoki – Leadgitarre: Aoki spricht im Franchise den Charakter der Rāna Kaname. Bis zu ihrer Zeit an der Oberschule spielte sie Klavier und hatte Interesse am Singen.[16] Sie kannte BanG Dream! bereits vor ihrer Beteiligung und bezeichnet sich als Fan der Gruppen Raise A Suilen und Roselia.[17] Außerdem hatte sie eine kleinere Sprechrolle im Anime-Film Argonavis: The Movie.[16]
- Mika Kohinata – E-Bass: Sie leiht Soyo Nagasaki ihre Stimme. Diese Rolle stellt ihr Debüt als Synchronsprecherin dar. In einem Interview erklärte Konihata, dass sie eine Synchronsprecherin, die in ihrer Charakterrolle Konzerte spielt, werden wollte seit sie ein Fan des Love-Live!-Medienfranchises wurde.[18]
- Coco Hayashi – Schlagzeug: Die Stimme von Taki Shiina. Durch ihren Bruder, der in einer Rockband spielte, stieg ihr Interesse Schlagzeug spielen zu lernen.[16] Als Synchronsprecherin hatte sie vor ihrem Einstieg ins BanG-Dream!-Franchise mehrere bekannte Charaktere in Anime-Produktionen gesprochen, darunter Mirai Momoyama in Kiratto Pri Chan und Setsuna Yuki in Nijigasaki High School Idol Club, wo sie als Ersatz für Tomori Kusunoki verpflichtet wurde.[19][20]

## MyGO!!!!! imBanG-Dream!-Universum
Im Videospiel BanG Dream! Girls Band Party! und in den Anime-Produktionen ist MyGO!!!! neben Ave Mujica eine von zwei Gruppen, die nach der Auflösung der Rockband Crychic von ehemaligen Mitgliedern ebenjener Band gegründet wurde.
Ihr Anime-Debüt gab die Band mit der Ausstrahlung der Anime-Fernsehserie BanG Dream! It’s MyGO!!!!!, welche chronisch die Gründungsphase der Gruppe darstellt. Im Jahr 2024 wurden zur Serie zwei Compilation-Filme, welche zusätzliche Szenen haben, in den japanischen Kinos gezeigt. In der Anime-Serie BanG Dream! Ave Mujica nehmen die Charakter von MyGO!!!!! eine Nebenrolle ein.
Eine YouTube-Miniserie zeigt unter dem Titel MyGO!!!!!メンバーの日常 MyGO!!!!! Menbā no Nichijō das Alltagsleben der Bandmitglieder. Die Serie startete im August 2022.

## Konzept
Der Bandname MyGO!!!!! ist eine Anspielung auf die Aussprache der Kanji 迷子 (gesprochen maigo), was als „Verlorene Kinder“ übersetzt werden kann.
Die Produzenten von MyGO!!!!! erklärten in einem Interview, dass die Musik der Gruppe den Punk Rock bzw. den Melodic Hardcore widerspiegeln sollte. Die Liedtitel der Gruppe sind für ihre schwere Lesart bekannt. Dies wurde absichtlich durch die Nutzung von Kanji, die schwer zu lesen seien bzw. mehrere Bedeutungen haben (Ateji), hervorgerufen. Der Grund für die Nutzung von schwer lesbaren Liedtiteln ging auf die Erarbeitung der Debütsingle Mayoiuta zurück, dessen ursprüngliche Schreibung auch Hiragana aufwies. Weil die Produzenten aber etwas erschaffen wollten, was noch „catchier“ ist wurde der Name des Liedes überarbeitet. Als Ergebnis kam ein Liedtitel heraus, welcher komplett mit Kanji geschrieben wurde. Nach weiterer Rücksprache wurde beschlossen, dass die Titel der Lieder der Gruppe schwer zu lesen sein sollen, woraufhin jeder Songtitel lediglich mit Kanji-Schriftzeichen geschrieben wird.

## Diskografie
- → Hauptartikel: BanG Dream!/Diskografie#MyGO!!!!!

### Alben
| Jahr | Titel     | Höchstplatzierung, Gesamtwochen, AuszeichnungChartsChartplatzierungen (Jahr, Titel, Platzierungen, Wochen, Auszeichnungen, Anmerkungen) | Anmerkungen                             |
| Jahr | Titel     | JP | Anmerkungen                             |
| ---- | --------- | --- | --------------------------------------- |
| 2023 | Meisekiha | JP5 (55 Wo.)JP | Erstveröffentlichung: 1. November 2023  |
| 2024 | Michinoku | JP3 (14 Wo.)JP | Erstveröffentlichung: 18. Dezember 2024 |